# Dewevrella cochliostema
Dewevrella cochliostema är en oleanderväxtart som beskrevs av De Wild.. Dewevrella cochliostema ingår i släktet Dewevrella och familjen oleanderväxter. Inga underarter finns listade i Catalogue of Life.